# Holly Dolly
Holly Dolly ist eine animierte Comicfigur, die 2006 für die kommerzielle Veröffentlichung der Ievan Polkka kreiert wurde. Die Figur ist eine vermenschlichte ‚sexy‘ Eselsdame in fliederfarbenem Top und Minirock.

## Hintergrund
Hinter dem mit Holly Dolly vermarkteten Dolly Song verbirgt sich das finnische Volkslied Ievan Polkka, das Anfang der 1930er Jahre von dem Komponisten Eino Kettunen geschrieben wurde. Das Lied erzählt die Geschichte eines jungen Mädchens, das sich beim Tanz in einen hübschen Jungen verliebt. Bevor die beiden zusammenkommen, muss jedoch erst die wütende Mutter besänftigt werden. In den 1990er Jahren wurde das Lied durch das finnische Vokalquartett Loituma eingespielt und erreichte in ihrem Heimatland die Hitparade. Zehn Jahre später avancierte diese Aufnahme zu einem Internetphänomen: Ein Internetnutzer erstellte einen kurzen Flash-Film, in dem eine Animation der Figur Orihime Inoue aus der japanischen Animeserie Bleach mit einem Teil der Ievan Polkka in einer Endlosschleife kombiniert war. Der Clip begann durch die Foren und Blogs des Internets zu kursieren, weswegen in der Folge verschiedene Coverversionen entstanden.
Zwei italienische Produzenten sampelten die Aufnahme von Loituma und produzierten daraus einen eingängigen Housetrack. Für den Clip ihrer Version schufen sie die Eselsdame Holly Dolly um das Internetphänomen auszunutzen. Allein auf der Plattform YouTube wurde das Video mehr als vier Millionen Mal angeklickt.
Im August 2006 wurde der Remix vom Hamburger Plattenlabel Kontor Records als Single veröffentlicht, die Anfang September die deutschen Charts erreichte.